# 조지 보이노비치
조지 빅터 보이노비치(영어: George Victor Voinovich, 1936년 7월 15일 ~ 2016년 6월 12일)은 미국의 정치인으로 미국 오하이오주 연방상원의원이다.

## 학력
- 1958 오하이오 대학교 인문사회 학사
- 1961 오하이오 주립 대학교 법무박사

## 경력
- 1967.01 ~ 1971.12 제107·108·109대 오하이오 제53선거구 하원의원
- 1973.01 ~ 1977.01 쿠야호가 카운티 감사관
- 1977.01 ~ 1979.01 쿠야호가 카운티 위원회 제2선거구 위원
- 1979.01 ~ 1979.11 제56대 오하이오 부지사
- 1980.01 ~ 1989.12 제54대 클리블랜드 시장
- 1991.01 ~ 1998.12 제65대 오하이오 주지사
- 1997.07 ~ 1998.08 전국 주지사 연합 의장
- 1999.01 ~ 2011.12 제106·107·108·109·110·111대 미국 오하이오 연방상원의원
- 2003.01 ~ 2007.01 미국 상원 윤리위원회 의장

## 역대 선거 결과
| 선거명        | 직책명                                      | 대수  | 정당   | 득표율 | 득표수      | 결과 | 당락                        |
| ------------- | ------------------------------------------- | ----- | ------ | ------ | ----------- | ---- | --------------------------- |
| 1966년 선거   | 하원의원 (오하이오 제53선거구)              | 107대 | 공화당 | 0%     | 표          | 1위  | 오하이오 주의원 당선        |
| 1968년 선거   | 하원의원 (오하이오 제53선거구)              | 108대 | 공화당 | 0%     | 표          | 1위  | 오하이오 주의원 당선        |
| 1970년 선거   | 하원의원 (오하이오 제53선거구)              | 109대 | 공화당 | 0%     | 표          | 1위  | 오하이오 주의원 당선        |
| 1972년 재선거 | 쿠야호가 카운티 감사관                      | -대   | 공화당 | 68.65% | 375,812표   | 1위  | 쿠야호가 카운티 감사관 당선 |
| 1974년 선거   | 쿠야호가 카운티 감사관                      | -대   | 공화당 | 68.08% | 266,600표   | 1위  | 쿠야호가 카운티 감사관 당선 |
| 1976년 선거   | 쿠야호가 카운티 (쿠야호가 카운티 제2선거구) | -대   | 공화당 | 50.97% | 297,377표   | 1위  | 쿠야호가 카운티 감사관 당선 |
| 1978년 선거   | 오하이오 부지사                             | 56대  | 공화당 | 49.31% | 1,402,167표 | 1위  | 오하이오 부지사 당선        |
| 1979년 선거   | 클리블랜드 시장                             | 56대  | 무소속 | 56.18% | 94,541표    | 1위  | 클리블랜드 시장 당선        |
| 1981년 선거   | 클리블랜드 시장                             | 56대  | 무소속 | 76.54% | 107,472표   | 1위  | 클리블랜드 시장 당선        |
| 1985년 선거   | 클리블랜드 시장                             | 56대  | 무소속 | 72.02% | 82,840표    | 1위  | 클리블랜드 시장 당선        |
| 1988년 선거   | 상원의원 (오하이오 제1부)                   | 101대 | 공화당 | 43.02% | 1,872,716표 | 2위  | 낙선                        |
| 1990년 선거   | 오하이오 주지사                             | 65대  | 공화당 | 55.73% | 1,938,103표 | 1위  | 오하이오 주지사 당선        |
| 1994년 선거   | 오하이오 주지사                             | 65대  | 공화당 | 71.77% | 2,401,572표 | 1위  | 오하이오 주지사 당선        |
| 1998년 선거   | 상원의원 (오하이오 제3부)                   | 106대 | 공화당 | 56.46% | 1,922,087표 | 1위  | 오하이오주 상원의원 당선    |
| 2004년 선거   | 상원의원 (오하이오 제3부)                   | 109대 | 공화당 | 63.85% | 3,464,356표 | 1위  | 오하이오주 상원의원 당선    |